# Jurij Klimov
Jurij Mihajlovič Klimov (rusko Юрий Михайлович Климов), ruski rokometaš, * 22. julij 1940, Uhta, Sovjetska zveza, † 17. oktober 2022.
Leta 1972 je na poletnih olimpijskih igrah v Münchnu v sestavi sovjetske rokometne reprezentance osvojil peto mesto.